# Alexander’s School

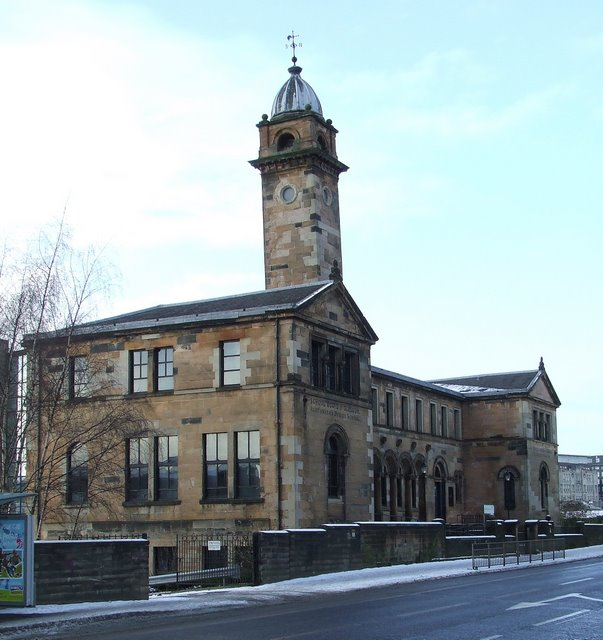
Alexander’s School

Die Alexander’s School war eine Schule in der schottischen Stadt Glasgow. 1970 wurde ihr Gebäude in die schottischen Denkmallisten zunächst in der Kategorie B aufgenommen. Die Hochstufung in die höchste Denkmalkategorie A erfolgte 1998.

## Geschichte
Die Schule entstand 1858 im Zusammenhang mit der benachbarten Baumwollspinnerei von R.F. & J. Alexander. Für den Entwurf zeichnet der schottische Architekt John Burnet verantwortlich. Die Gesamtkosten beliefen sich auf 6000 £. Später wurde der Schulname zu Ladywell School geändert. Im Februar 2000 wurde die inzwischen obsolet gewordene Schule zu einem Geschäftsgebäude umgebaut.

## Beschreibung
Die ehemalige Schule steht an der Duke Street östlich des Glasgower Stadtzentrums. Sie ist im historisierenden Italianate-Stil gestaltete, zeigt jedoch auch Details des Greek Revivals. Die nordexponierte Hauptfassade des zweistöckigen Gebäudes ist weitgehend symmetrisch aufgebaut. Zu beiden Seiten treten Flügel mit stilisierten Dreiecksgiebeln heraus. Im linken Innenwinkel ragt ein schlanker Turm auf, der stilistisch an einen Renaissance-Campanile erinnert, jedoch nicht freistehend ist. Entlang der Hauptfassade erstreckt sich eine Rundbogenarkade. Die abschließenden, flach geneigten Dächer sind mit Schiefer eingedeckt.